# Избранные (телесериал)
«Избранные» (англ. The Chosen) — американский христианский исторический драматический телесериал, созданный, срежиссированный и написанный[кем?] в соавторстве с режиссёром Далласом Дженкинсом. Это первый сериал о жизни и служении Иисуса из Назарета. Действие сериала — в основном в Иудее и Галилее в первом веке. Сериал описывает жизнь Иисуса глазами людей, которые общались с ним, включая апостолов и учеников Иисуса, иудейских религиозных лидеров, римских правительственных и военных чиновников, а также простых людей. В сериале снимались Джонатан Руми в роли Иисуса, а также Шахар Айзек, Элизабет Табиш, Парас Патель, Ноа Джеймс и Джордж Х. Ксантис, а также многие другие. Вышло пять сезонов из семи запланированных.
Сериал доступен для просмотра бесплатно и использует различные бизнес-модели и каналы распространения. Первый сезон финансировался за счет краудфандинга, став самым успешным краудфандинговым телесериалом в истории. Первый сезон вышел в 2019 году на платформе VidAngel; для просмотра требовалась подписка. Когда началась пандемия COVID-19, миллионы людей стали сидеть дома; продюсеры временно сделали доступ бесплатным — и доходы даже выросли. В конечном итоге они решили сделать все сезоны бесплатными для просмотра; хотя и будут периоды эксклюзивности, в течение которых новейшие эпизоды будут доступны только на платных платформах. Премьера 3-го и 4-го сезонов состоялась в кинотеатрах, после чего они были выпущены на различных потоковых платформах, включая Amazon Prime Video, Netflix, Facebook, YouTube и другие. В 2025 году Дженкинс объявил о сделке с Amazon MGM Studios о премьерных показах эпизодов 5, 6 и 7 сезонов в кинотеатрах, за которыми последует 90-дневное эксклюзивное окно на Amazon Prime Video, прежде чем они станут доступны бесплатно. По состоянию на май 2025 года «Избранные» собрали в прокате более 120 миллионов долларов.
По оценкам, по всему миру шоу посмотрели около 280 миллионов человек, треть из которых не являются религиозными. Реакция среди христиан была в целом положительной, хотя по поводу некоторых аспектов шоу возникли разногласия. Фильм завоевал две премии GMA Dove Awards, две премии K-Love Fan Awards и одну премию Epiphany Prize от Movieguide.
Распространением сериала по всему миру занимается компания Lionsgate, а перевод на другие языки финансируется некоммерческим фондом Come and See Foundation. Шоу было адаптировано в серию романов отцом Дженкинса Джерри Б. Дженкинсом, а также в серию графических романов издательством Corvus Comics. Также были изданы сопутствующие материалы по изучению Библии, опубликованные Дэвидом С. Куком. Успех сериала привел к созданию студии 5&2 Studios, которая разрабатывает два продолжения.

## Сюжет

### 1 сезон

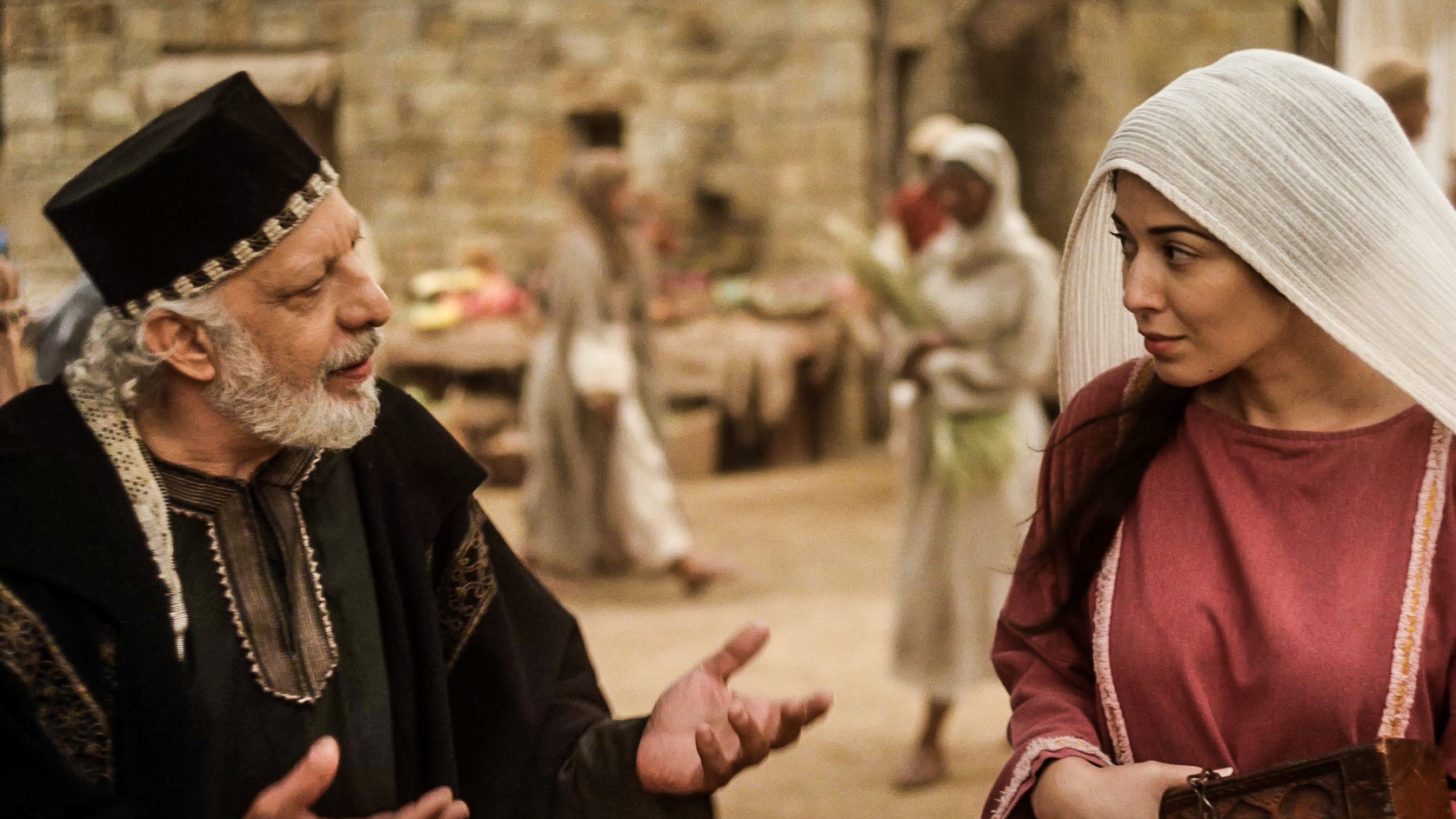
Никодим (Эрик Авари) и Мария Магдалина (Элизабет Тэбиш) во второй серии первого эпизода «Избранных»

Действие первого сезона происходит в Галилее I века. В нем рассказывается о том, как Иисус начинает формировать группу учеников, приглашая людей с разным происхождением учиться у него. Совершая свои первые чудеса, в том числе превращение воды в вино в Кане, Иисус призывает  Марию Магдалину, каменщика Фаддея, члена хора Иакова, рыбаков Симона, Андрея, Иакова и Иоанна, поставщика готовой еды Фому и женщину-винодела Раму, а также сборщика налогов Матфея следовать за Ним. После встречи Иисуса с фарисеем Никодимом сезон достигает кульминации во время путешествия группы по Самарии, где Иисус начинает свое общественное служение, открывшись Фотине, самарянке.

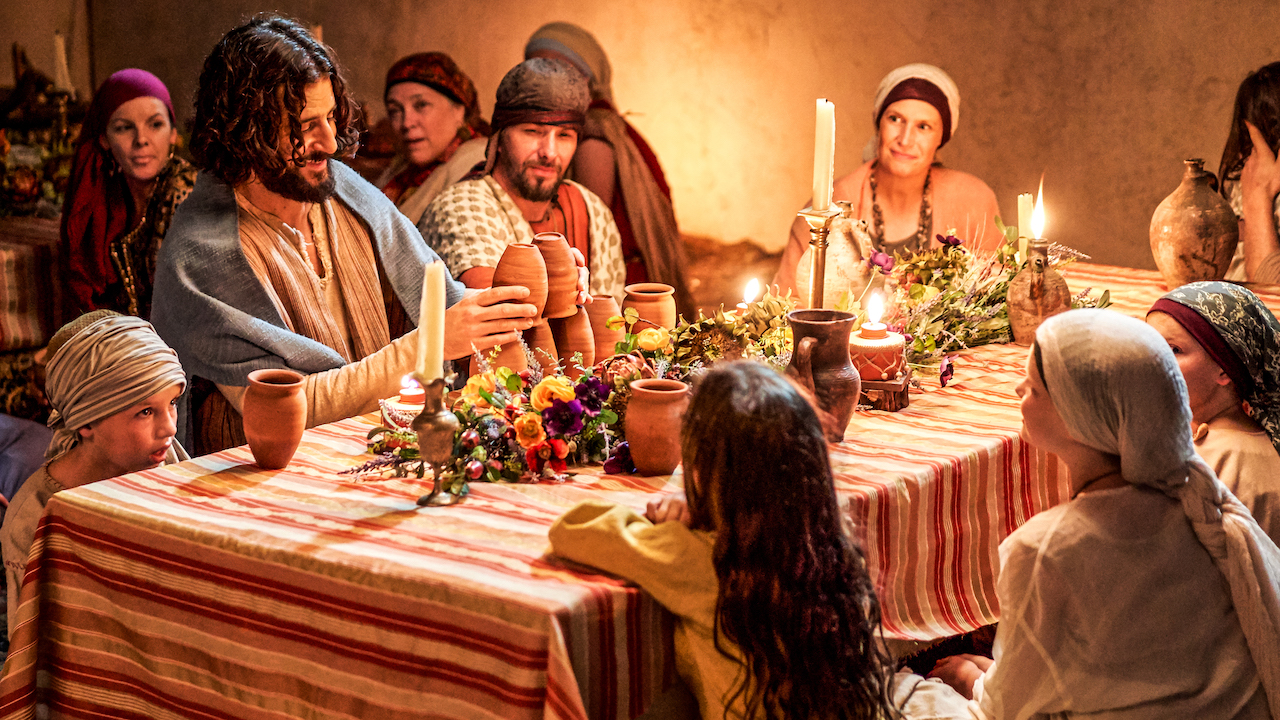
Иисус (Джонатан Руми) в пятом эпизоде первого сезона

### 2 сезон

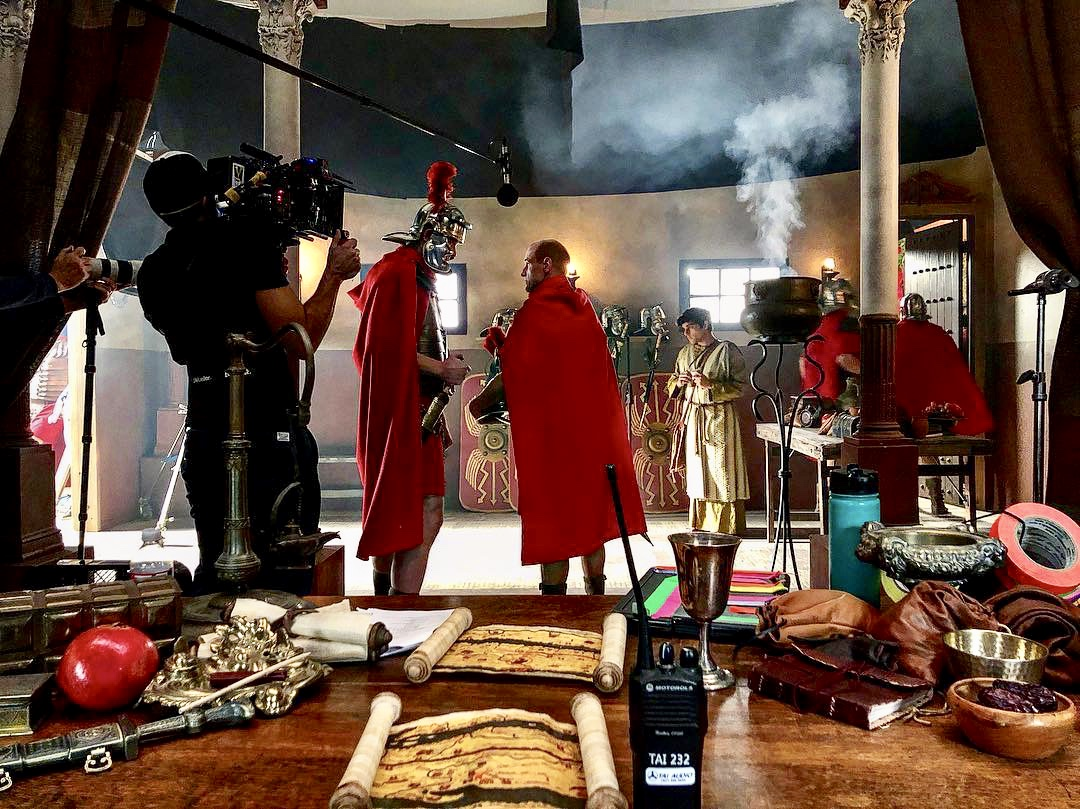
Съёмки в декорациях помещения римских властей

Действие второго сезона начинается в Самарии, а затем перемещается в близлежащие регионы, такие как Сирия и Иудея, где Иисус продолжает формировать свою группу учеников. Продолжая творить чудеса, включая исцеление парализованного у купальни Вифезда, и готовясь к важной проповеди, Иисус дополнительно призывает ученика Иоанна Крестителя Филиппа, архитектора Нафанаила и зелота Симона Кананита. По мере того, как речь Иисуса распространяется по всему региону, он сталкивается как с возможностями, так и с трудностями . Сезон завершается подготовкой к Нагорной проповеди Иисуса с помощью начинающего предпринимателя Иуды Искариота.

### 3 сезон
Возвращаясь в Капернаум, третий сезон показывает растущую популярность Иисуса, которая беспокоит различные общественные и политические группы, включая римлян и фарисеев. После Нагорной проповеди Иисус посылает двенадцать апостолов по двое проповедовать и творить чудеса без него, в результате чего ученики сталкиваются с самым большим испытанием. Затем Иисус возвращается в свой родной город Назарет, что приводит к изменению направления его служения в год его популярности. После многочисленных чудесных событий сезон завершается в Десятиградии и на Галилейском море, где Иисус кормит тысячи людей хлебами и рыбой, а затем ходит по воде.

### 4 сезон
Четвертый сезон начинается со смерти Иоанна Крестителя и показывает последний год служения Иисуса, когда Иисус несет бремя своей миссии в одиночку, в то время как его противники объединяются против него, а его ученики изо всех сил пытаются поспеть за его новыми и новыми откровениями. Когда Иисус совершает свои последние чудеса, такие как исцеление слепорожденного, и преображает своих последователей (например, меняя имя Симона на Петра), группа покидает Капернаум и отправляется в Иудею и Перею, где они сталкиваются с яростным сопротивлением посланиям Иисуса, вплоть до убийства Рамы. После последнего знамения Иисуса — воскрешения Лазаря из мертвых, — иудейские религиозные лидеры вместе с римскими властями всё больше воспринимают его растущую популярность его группы как угрозу. Сезон завершается тем, что Иисус отправляется в Иерусалим.

## Главные роли
- Шахар Айзек в роли Симона Петра
- Джонатан Роуми в роли Иисуса
- Элизабет Тэбиш в роли Марии Магдалины
- Парас Патель в роли апостола Матфея
- Ноа Джеймс в роли апостола Андрея
- Янис Дардарис в роли Зохары (сезон 1; гостевая роль в сезоне 5)
- Лара Сильва в роли Иден (сезоны 1 и 3–5; гостевая роль во 2 сезоне)
- Шаан Шарма в роли Шмуэля
- Ник Шакур в роли Зеведея
- Джордж Х. Ксантис в роли апостола Иоанна Богослова
- Шаян Собхиан в роли Иакова Зеведеева (сезон 1, эпизоды 1–4)
- Эрик Авари в роли Никодима (сезон 1; повторяющаяся роль в сезоне 5)
- Киан Кавуси в роли Иакова Зеведеева (сезон 1, эпизоды 5–8)
- Брэндон Поттер в роли Квинта Бенедикта Дио (сезоны 1, 3 и 4; повторяющаяся роль во 2 сезоне)
- Кирк Б. Р. Уоллер в роли Гая (сезоны 1 и 3–5; повторяющаяся роль во 2 сезоне)
- Джавани Каиро в роли апостола Фаддея
- Джордан Уокер Росс в роли Иакова Алфеева
- Эйб Буэно-Джаллад (в начале 2-го сезона указан как «Эйб Мартелл») в роли Иакова Зеведеева (сезоны 2–5)
- Джои Вахеди в роли апостола Фомы (сезоны 2–5; гостевой персонаж в сезоне 1)
- Ясмин Аль-Бустами в роли Рамы (сезоны 2–4; гостевая роль в сезонах 1 и 5)
- Ванесса Бенавенте в роли девы Марии (сезоны 2–5; гостевая роль в сезоне 1)
- Йоши Барригас в роли апостола Филиппа (сезоны 2–3)
- Остин Рид Аллеман в роли Нафанаила (сезоны 2–5)
- Алаа Сафи в роли Симона Кананита (сезоны 2–5)
- Люк Димян в роли Иуды Искариота (сезоны 3–5; гостевой сезон 2)
- Иван Джассо в роли Иосифа Аримафейского (сезоны 3–5; повторяющаяся роль в сезонах 1–2)
- Эмбер Шана Уильямс в роли Тамары (сезоны 3–5; повторяющаяся роль в сезоне 2; гостевая роль в сезоне 1)
- Элайджа Александр в роли Аттика Эмилиуса Пульхера (сезоны 3–5; повторяющийся сезон 2)
- Реза Диако в роли Филиппа (4–5 сезоны)

### Сценарий
В отличие от типичных произведений, ориентированных на Библию, Дженкинс придал большую глубину своим сценариям, добавив предыстории различным персонажам из Евангелий, не вступая при этом в противоречие с имеющимся материалом. Это отмечено в начальных титрах первого эпизода, которые включают следующее:
Сериал основан на историях из Писания об Иисусе Христе. Некоторые места и последовательности событий были скомбинированы или сжаты. Добавлены побочные истории и диалоги. Вместе с тем, весь библейский и исторический контекст и любое творческое воображение были применены, чтобы поддержать истину и намерения из Писания. Мы призываем зрителей читать священные писания. Исходные имена, топонимы и фразы были переведены на английский язык.
Хотя шоу имеет окрашего евангельской традицией, в нем принимают участие консультанты из трех христианских конфессий, которые вносят свой вклад. В качестве консультантов выступают: мессианский раввин Джейсон Собель из Fusion Global Ministries, католический священник и национальный директор Family Theater Productions отец Дэвид Гаффи и профессор Нового Завета в Университете Биола доктор Даг Хаффман. Они рассматривают сценарии и предоставляют факты или контекст библейской, культурной и социально-политической истории сюжетной линии. Консультантом четвертого сезона шоу был назначен ортодоксальный еврейский теолог Дэвид Некрутман..
Дженкинс сказал, что черпает творческое вдохновение из таких шоу, как «Огни ночной пятницы» и «Прослушка»  тогда как сценаристы Райан Суонсон и Тайлер Томпсон называют в качестве источников своего вдохновения «Прослушку», «Игру престолов», «Звёздный крейсер «Галактика»» и «Звездный путь».

## Темы
Исполнительный продюсер Даллас Дженкинс хотел снять многосезонный сериал об Иисусе, который зрители могли бы смотреть запоем. Надеясь сделать серию отличной от предыдущих изображений Иисуса, Дженкинс хотел «показать Иисуса глазами тех, кто действительно встречался с Ним», представив историю, которая была бы более «личной, интимной и непосредственной».
В сериале рассказывается предыстория как персонажей, так и мест действия. Например, есть сюжетные линии, которые исследуют пороки и наркоманию, аутизм и физическую инвалидность. В The New York Times Рут Грэм отмечает, что темы сюжетных линий включают «сложные отношения, напряжение, политические интриги и напряженные эмоциональные моменты». Среди других тем, описанных Крисом ДеВилем в The Atlantic, супружеские конфликты и финансовые трудности. В своей статье для Vox Аджа Романо указывает на то, что фоном идёт тема расовой напряженности, которая проявилась в отношениях между евреями и самаритянами того времени.
Актер Джордан Уокер Росс, играющий Маленького Джеймса, страдает сколиозом и легкой формой детского церебрального паралича, из-за чего он ходит хромая — инвалидность, которую ему приходилось скрывать в предыдущих актерских работах. Вместо того чтобы скрывать это, Дженкинс использовал физическую инвалидность Росса, чтобы исследовать темы историй, в которых Иисус исцеляет одних людей, но не других.
Дженкинс также подчеркивает тот факт, что были ключевые моменты, когда Иисус намеренно избирал женщин, чтобы они стали важной частью его служения.

## Реакция

### У зрителей
Популярность шоу началась в основном как андеграундное явление, оставшееся незамеченным и не получившее рецензий со стороны крупных изданий. До того, как сериал «Избранные» был добавлен в Peacock в 2021 году, он не был доступен ни на одной крупной кабельной сети или потоковом сервисе, однако за это время он все равно смог набрать более 312 миллионов просмотров в потоковом режиме. В ноябре 2022 года независимый консультант, нанятый продюсерами, подсчитал, что более 108 миллионов человек по всему миру посмотрели хотя бы часть одного эпизода «Избранного». По данным Atlanta Journal-Constitution, по состоянию на январь 2024 года у шоу было 200 миллионов зрителей и 770 миллионов просмотров эпизодов. По оценкам продюсеров, к 2025 году фильм посмотрели 280 миллионов человек по всему миру, треть из которых нерелигиозны.

### Оценки критиков
Шоу получило положительные отзывы за игру актеров, режиссуру и повествование, выходящее за рамки типичных библейских историй и дополненное предположениями, а также за его правдоподобность. Освещая выход 4-го сезона для Atlanta Journal-Constitution, Патрисия Холбрук написала, что подлинность сериала «заставила [ее] осознать, как мало [она] когда-либо думала о человечности Иисуса» и что «сериал расширяет понимание трудностей, которые пережили ученики и другие персонажи, заставляя нас осознать влияние присутствия Иисуса и его учения на тех, кто следовал за ним». Другие христианские комментаторы также похвалили сериал за его производственную ценность, отметив, что он поднимает планку для других религиозных произведений. Крис ДеВиль из Atlantic отметил, что успех сериала на данный момент возник «не вопреки его изолированности, а именно благодаря ей», заключив, что «по большей части сериал, похоже, находит своих поклонников среди верующих». Однако Texas Monthly предположил, что у шоу самый большой потенциал кроссовера со времен «Прикосновения ангела».
Не все восприняли сериал положительно. Создатели получили массу критических замечаний, включая связь производства с мормонской церковью Святых последних дней  и обвинения во внедрении в сценарии мормонской теологии. Даллас Дженкинс отверг эти утверждения в интервью и прямых трансляциях, заявив, что в написании, сценариях или теологии сериала «Избранные» нет никакого влияния мормонов, и настаивает на том, что шоу является «консервативным евангельским». Другие критические замечания поступили от пасторов и зрителей, которые считают, что авторы зашли слишком далеко в своем художественном отношении к тому, что написано и не написано в Библии, а также от тех, кто утверждает, что шоу нарушает вторую из десяти заповедей о создании образов Бога .

### Продолжения и вселеннаяИзбранных

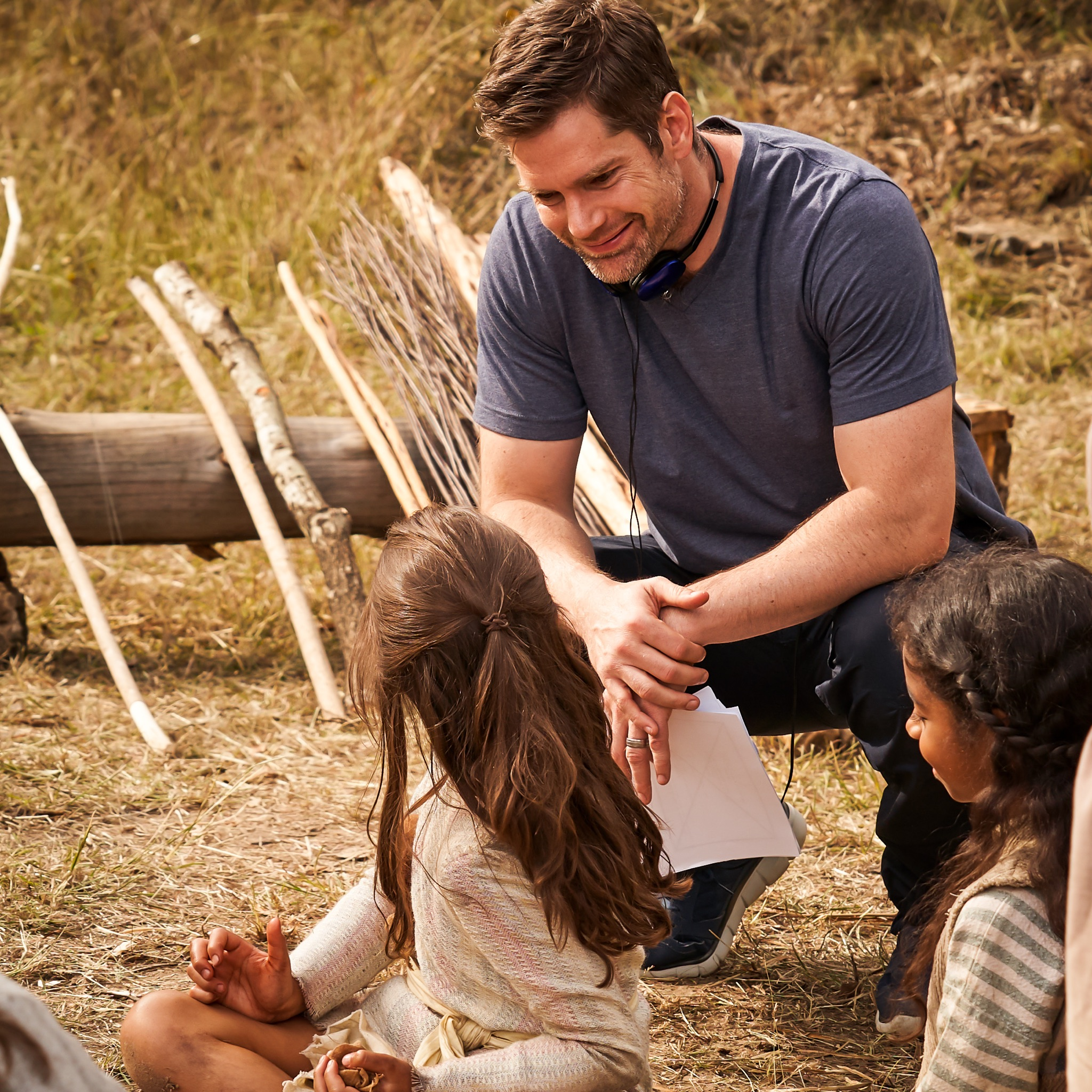
Даллас Дженкинс во время съёмки третьего эпизода первого сезона

Создатель сериала «Избранные» Даллас Дженкинс основал студию «5&2» для создания других историй, вдохновленных Библией, первой из которых станет анимационный телесериал под названием «Приключения Избранных» , над которым в настоящее время работают Дженкинс и компания. В озвучивании приняли участие актеры из сериала «Избранные», в том числе Джонатан Руми в роли Иисуса.
Еще один сопутствующий сериал, находящийся в разработке, представит Беара Гриллса в шести незапланированных эпизодах, в которых актеры сериала «Избранные» отправятся в реальные путешествия по дикой местности, где они поделятся своими личными историями.
Также в разработке находятся сериалы, основанные на Деяниях Апостолов и жизни Иосифа и Моисея.